# マロン酸
マロン酸（マロンさん、malonic acid）は、構造式が HOOC–CH
2–COOH で表されるジカルボン酸の一種。常温常圧で無色の固体。融点より少し高温に熱すると熱分解して酢酸と二酸化炭素になる。塩またはエステルの場合、malonate（マロナートもしくはマロネート）と呼ぶ。マロンの名称はギリシア語の μᾶλον (mālon)「リンゴ」に由来する。

## 性質
マロン酸は酢酸マロン酸経路を構成する物質の1つ。水などの極性溶媒によく溶ける。
マロン酸のジエステルは活性メチレン化合物で、塩基によってメチレンプロトンを引き抜き、簡単にカルバニオンを発生させることができるため、炭素炭素結合の形成に使用される。

## 生化学
マロン酸はミトコンドリア脂肪酸合成 (mtFASII) の出発基質であり、アシルCoAシンテターゼファミリーメンバー3 (ACSF3) によってマロニルCoAに変換される。
マロン酸は構造がコハク酸 (HOOC–(CH
2)
2–COOH) によく似ているため、生物体内のクエン酸回路においてコハク酸デヒドロゲナーゼの活性部位に（誤って）結合してしまう。そのため本来の基質であるコハク酸の代謝を阻害し（競合阻害）、細胞呼吸を妨害する。

## 病理学
マロン酸値の上昇にメチルマロン酸値の上昇が伴う場合、代謝性疾患である複合マロン酸およびメチルマロン酸尿合併症 (CMAMMA) の可能性がある。血漿中のマロン酸とメチルマロン酸の比率を計算することで、CMAMMAは古典的なメチルマロン酸尿症と区別することができる。 